# Zdzisław Beryt
Zdzisław Beryt (ur. 12 października 1923 w Poznaniu, zm. 29 stycznia 2008 tamże) – polski dziennikarz i krytyk filmowy.

## Życiorys
Urodził się w Poznaniu. Po wybuchu II wojny światowej trafił do przymusowej pracy na Stadionie im. Edmunda Szyca w Poznaniu, gdzie nawiązał kontakt z Wielkopolską Organizacją Wojskową (WOW). Wkrótce jednak wraz z rodziną został wysiedlony do Generalnego Gubernatorstwa. W 1942 został aresztowany za kontakty z WOW i przetrzymywany w więzieniach w Mielcu, Rzeszowie, Krakowie oraz Forcie VII. Był brutalnie przesłuchiwany w Domu Żołnierza w Poznaniu. Ostatecznie został uniewinniony, ale na polecenie poznańskiego Gestapo został wysłany do obozu Auschwitz-Birkenau. Tam pracował jako pisarz w obozowym biurze.
Po zakończeniu wojny powrócił do Poznania, gdzie podjął pracę w Urzędzie Kontroli Prasy. W 1951 rozpoczął pracę w redakcji Gazety Poznańskiej jako redaktor depeszowy. W 1956 zaczął pisać jako dziennikarz działu kulturalnego i na tym stanowisku pozostał do końca pracy w redakcji. Przez pewien czas był sekretarzem redakcji i sprawozdawcą sejmowym. Pisał głównie o filmie, literaturze, sztuce, muzyce oraz telewizji. Działał także w sferze pozadziennikarskiej. Podczas festiwalu filmowego w Karlovych Varach reprezentował Polskę jako juror. W latach 80. współzałożyciel Dyskusyjnego Klubu Filmowego. 
Napisał wstęp do albumu: Poznań fotografii Bogdana Borowiaka i Stanisława Ossowskiego. oraz Fiedler Arkady - Kobiety mej młodości.
W Gazecie Poznańskiej (od 2006 Głosie Wielkopolskim) pracował do końca życia. Zmarł w Poznaniu. Jest pochowany na Cmentarzu na Junikowie (pole 31 kwatera 5-4-24).

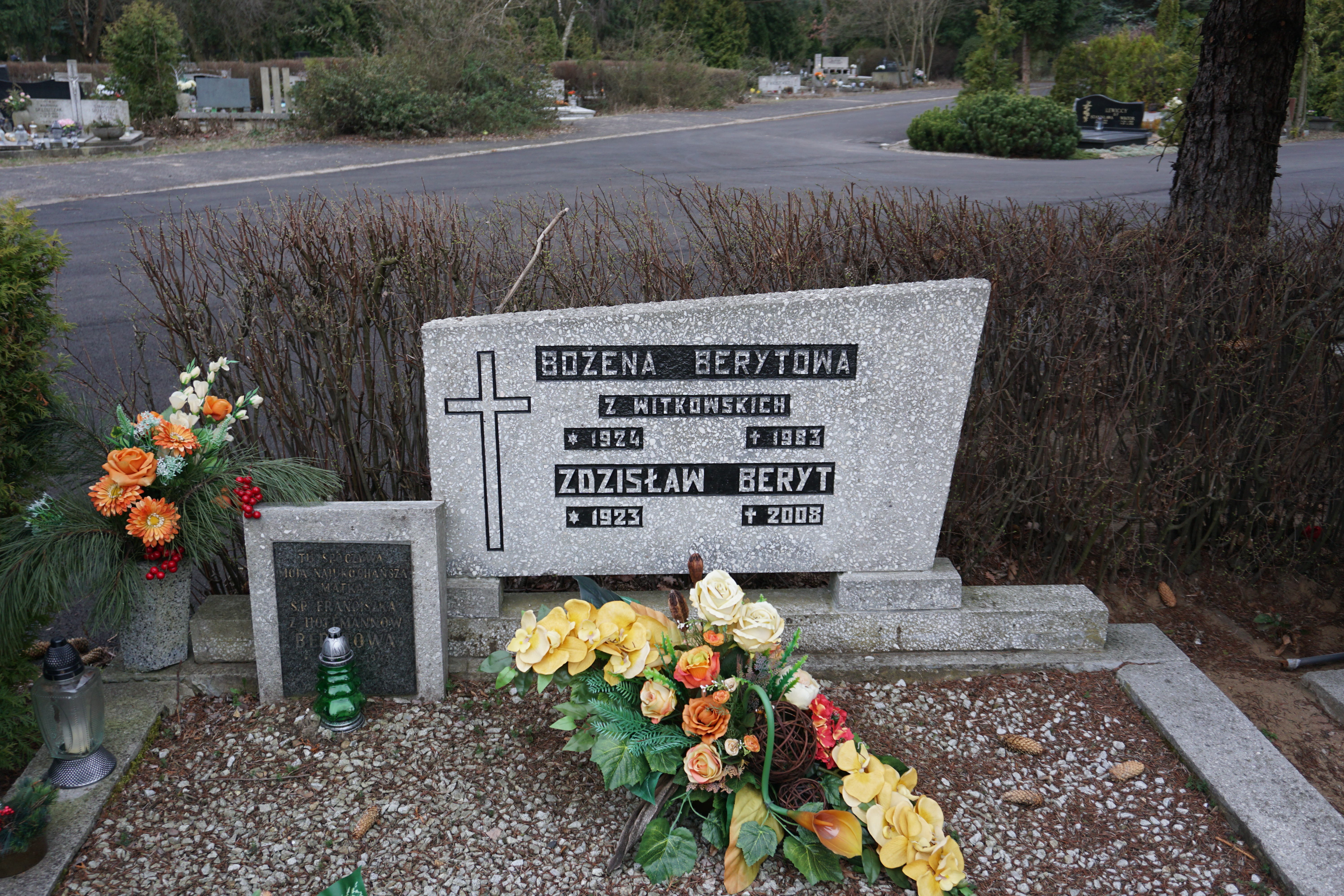
grób Zdzisława Beryta na Cmentarzu Junikowskim

## Odznaczenia
- Krzyż Kawalerski Orderu Odrodzenia Polski
- Krzyż Oświęcimski